# 红头潜鸭
红头潜鸭（学名：Aythya ferina），又名矶凫、矶雁，为潜鸭属鸟类，雄鸟有枣红色头部与黑色的前胸和臀部，而雌鸟则大体为褐色。其广泛分布于古北界，多栖息于湿地、沼泽、湖泊以及流速缓慢的河流中，主要以沉水植物为食。该鸟一窝可生下8—10枚卵，巢穴为垫有植物的土坑。目前红头潜鸭因栖息地破坏、噪音污染以及人类狩猎等原因而逐年下降。

## 物种命名
瑞典博物学家卡尔·林奈在他的著作自然系统中首次命名红头潜鸭，彼时该鸟学名为Anas ferina，后被移动至潜鸭属。红头潜鸭的属名“Aythya”源自古希腊语，意指某种海鸟，而种加词“ferina”源自拉丁语，含义是“野兽”。

## 外貌描述

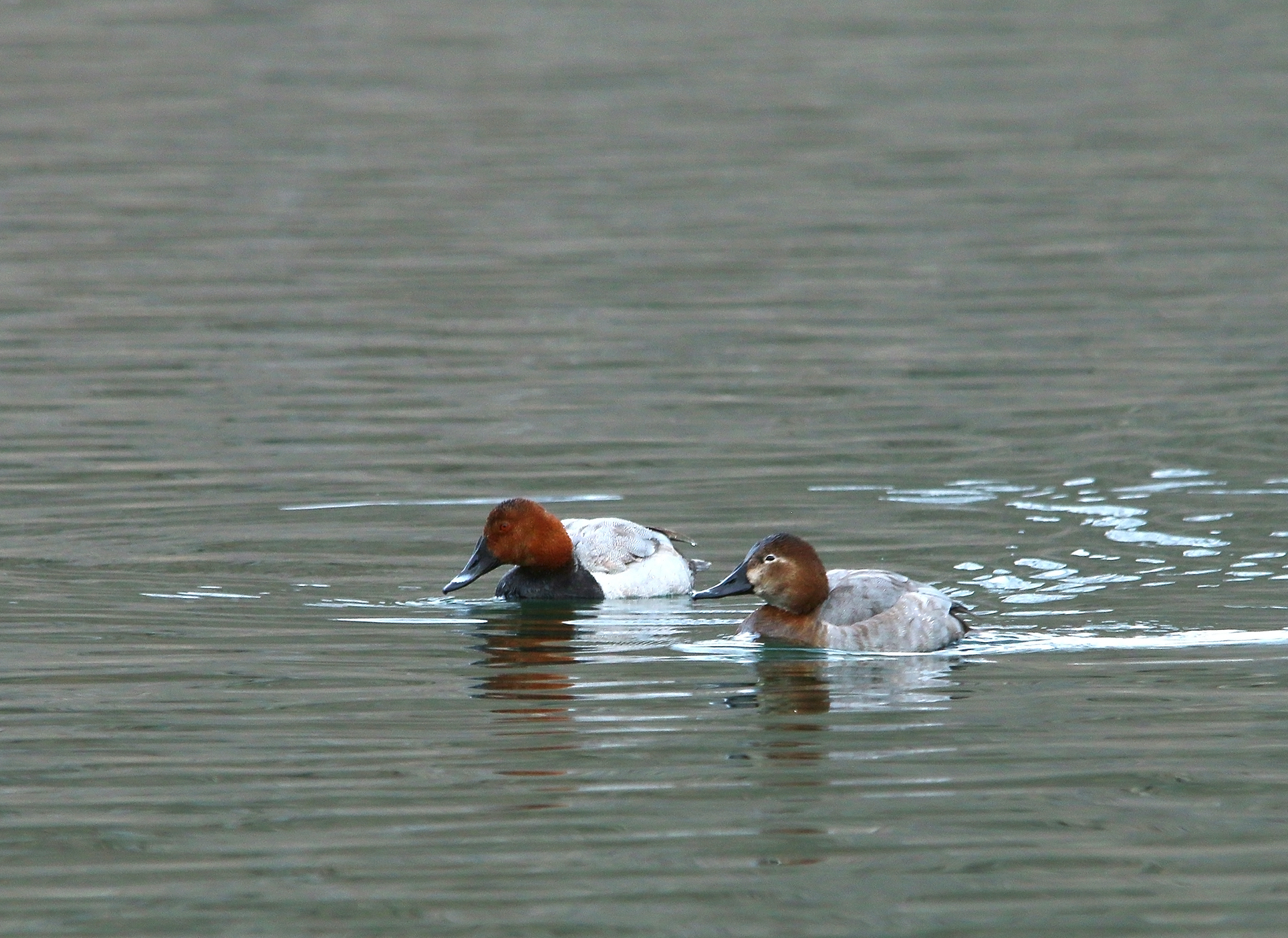
两只红头潜鸭，左侧为雄性，右侧为雌性，二者存在明显的体色差异

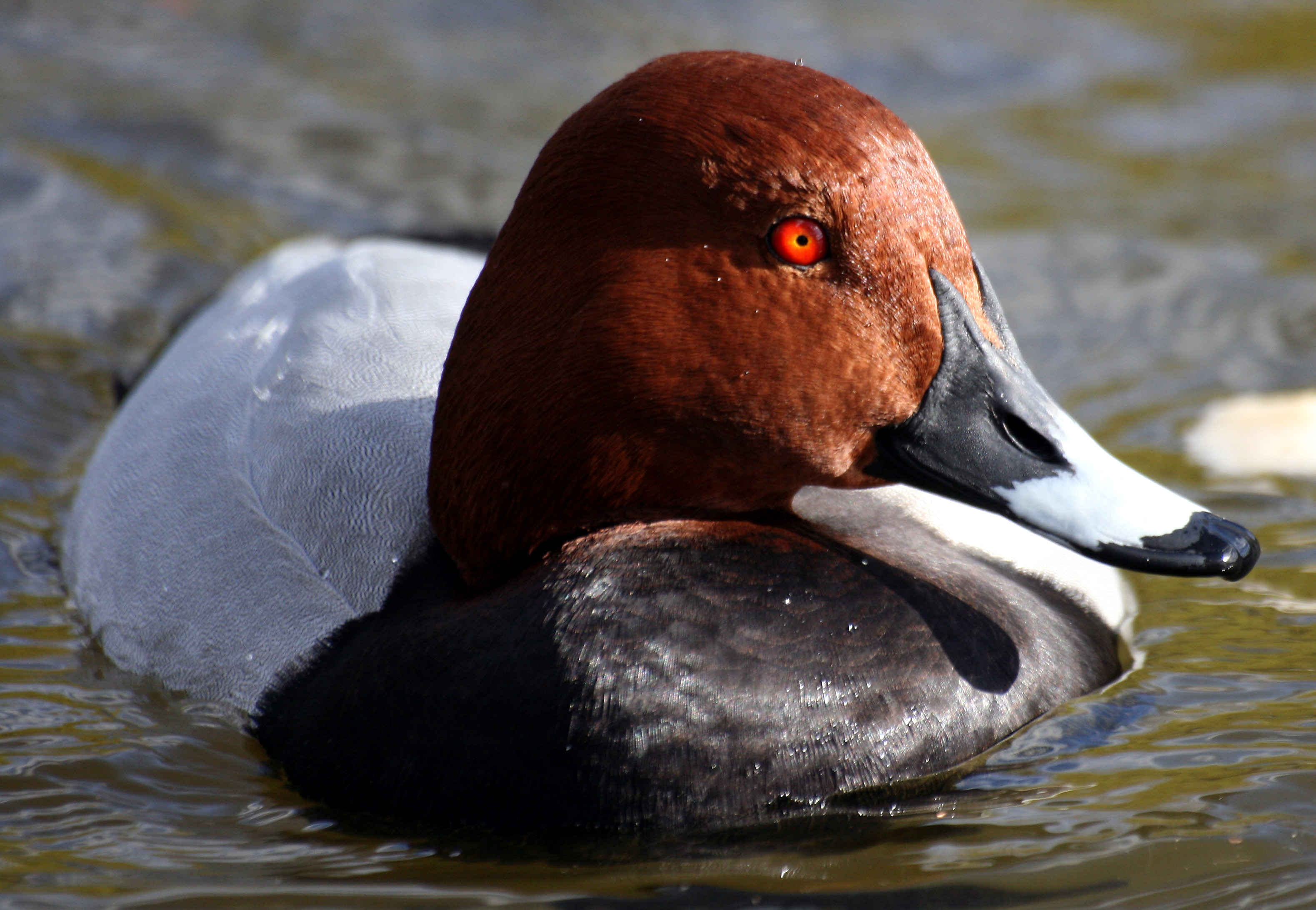
雄性红头潜鸭的面部特写，其瞳孔为红色，上颚中心为银色

雄性红头潜鸭在繁殖季头部为枣红色，瞳孔为红色，前胸、喙与臀部为黑色，上颚中心为银色，身体为灰色并有虫蚀状条纹。其发翔羽全部为银灰色，其中初级与次级飞羽末端呈黑色，而翅膀内侧则是白色。雌性红头潜鸭头部与鸟喙为暗褐色，眼后有一条淡灰色条纹，身体整体为棕灰色，翅膀相较于雄性更偏棕色。繁殖季外的雄性外貌与雌性相似，但前胸颜色明显较深，眼后也无条纹。亚成鸟外貌亦类似于雌鸟，但颜色更为斑驳和黯淡。

## 物种分布
红头潜鸭广泛分布于古北界。其繁殖范围主要包括英国、斯堪的纳维亚、德国北部、波罗的海三国、俄罗斯以及哈萨克斯坦，尤其常见于哈萨克草原的湿地，至冬季则前往各低纬度地区越冬，最南可抵埃塞俄比亚与肯尼亚。

## 生态与习性

### 栖息地
红头潜鸭偏好静水栖息地，如湖泊、沼泽或是流速缓慢的河流，亦会出没于鱼塘等人造栖息地。该鸟尤其偏好植被充足且远离人烟的水域。红头潜鸭偶尔也会栖息于半咸水水域或是河口湾中。

### 食性
红头潜鸭主要以沉水植物为食，包括轮藻、眼子菜、狐尾藻和金鱼藻，但偶尔也会取食贝类、划蝽、摇蚊和石蛾、两栖类以及小鱼。该鸟潜水觅食，下潜深度为1—2.5米。此外，该鸟还会尾随小天鹅，取食后者游泳时带至水面附近水生植物。

### 生命周期
红头潜鸭一般在3月或4月初离开越冬地，期间飞行速度极快，可在2—3日内飞行上千公里。其多在4—5月开始繁殖。该鸟为一夫一妻制物种，但雄鸟会在雌鸟产下卵1—2周后离开。其巢穴为一般为垫有植物的土坑，周围可能有其他同类或是凤头潜鸭以及红嘴鸥的巢穴。红头潜鸭一般一窝产下8—10枚卵，蛋壳呈灰绿色，其卵需约25日孵化。雏鸟上半身覆盖有棕色绒毛，下半身则为黄色。亲鸟会在雏鸟约50日龄时离开，彼时雏鸟已具有飞行能力。

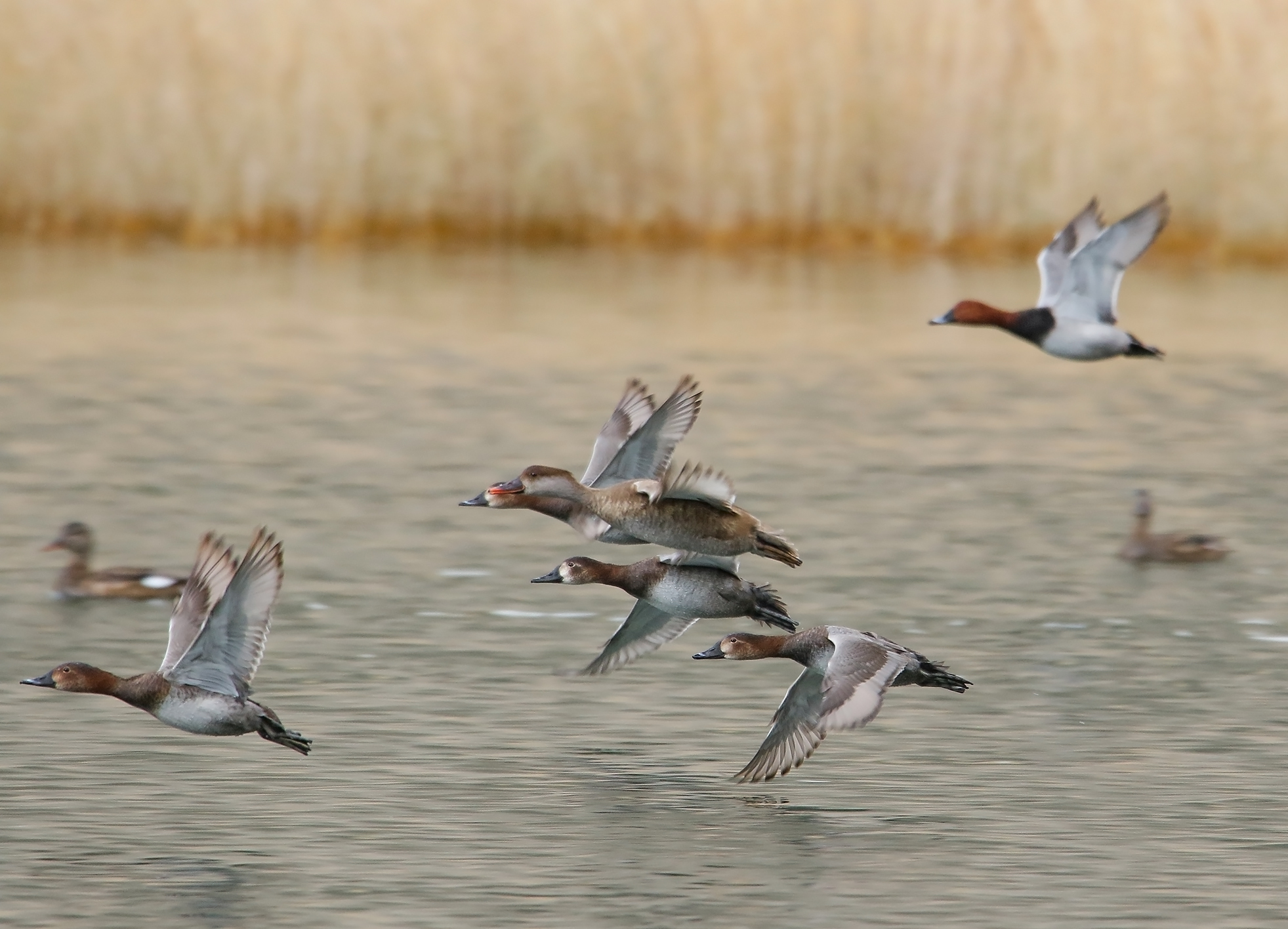
红头潜鸭与赤嘴潜鸭的混群，二者会将卵产于彼此的巢中

该鸟常进行种内巢寄生行为，有研究指出近九成的红头潜鸭巢中有非亲生的雏鸟。此外，红头潜鸭与凤头潜鸭、赤嘴潜鸭和绿头鸭互为巢寄生宿主，即其会将部分卵产入彼此的鸟巢中。因此，红头潜鸭巢中可能会出现多达22枚卵。然而，如巢中有太多非亲生的卵，亲鸟可能会直接弃巢。根据环志记录，红头潜鸭的寿命至少为22岁。
红头潜鸭有与绿头鸭、赤嘴潜鸭、凤头潜鸭、白眼潜鸭和青头潜鸭杂交的记录。

### 鸣叫
雄性成年红头潜鸭鲜少鸣叫，仅偶尔会在求偶时发出微弱的口哨声，而雌鸟则会被驱赶时发出轻柔的“咳”声，而雏鸟则会用短促的叫声进行交流。

## 种群保育
红头潜鸭的种群正在衰退，其主要面临的威胁是栖息地破坏，如该鸟在20世纪中叶尚在第聂伯河流域有相当规模的种群，但因湿地干涸和污染已经相当少见。此外，建筑施工所带来的噪音污染亦会干扰红头潜鸭的觅食，而欧洲许多国家尚有狩猎此鸟的传统。因此，其全球大部分种群均呈下降趋势，部分欧洲种群比起21世纪初下降了40%左右，IUCN将其评为“易危”。